# Travedona Monate
Travedona Monate är en kommun i provinsen Varese i regionen Lombardiet i Italien. Kommunen hade 4 057 invånare (2018).